# Цикадка березкова
Цикадка березкова (Hyalesthes obsoletus) — вид шиєхоботних комах родини циксіїд (Cixiidae). Комаха є переносником збудника чорної деревинної хвороби виноградної лози.

## Поширення
Вид поширений на півдні Центральної Європи, Середземноморському регіоні, півдні Росії, Казахстані та Малій Азії. Живе на перелогових і рудеральних біотопах, порушених ділянках на сухих луках, зазвичай на великозернистих або пухких ґрунтах.

## Опис
Комаха завдовжки 4-5 мм; самиця зазвичай трохи довша за самця. Має прозорі крила, червонуваті очі, чорні голова і тіло. 

## Спосіб життя
Основними кормовими рослинами є берізка польова (Concolvulus arvensis) і кропива дводомна (Urtica dioica) . Однак ця специфіка хазяїна варіюється залежно від регіону, наприклад, на півдні Франції лаванда (Lavandula angustifoli), а в Ізраїлі авраамове дерево невинне (Vitex agnus-castus) є основними рослинами-господарями. Також вражає численні види пасльонових і губоцвітих, інколи виноград, помідори, картоплю. За рік народжується одне покоління. Ювенільні форми зимують у ґрунті в контакті з корінням переважно кропиви. Імаго з’являються поступово з червня по серпень/вересень.